# Dmitri Vasiljev (schansspringer)
Dmitri Viktorovitsj Vasiljev (Russisch: Дмитрий Викторович Васильев) (Oefa, 26 december 1979) is een Russisch schansspringer. 

## Carrière
Hij debuteerde in het wereldbekercircuit op 20 december 1998 in het Tsjechische Harrachov.
Vasiljev heeft de twijfelachtige eer om bij de eerste dopingaffaire in de schansspringsport betrokken te zijn. Hij had het vochtverdrijvende middel furosemide ingenomen. Hij werd getest na zijn derde plaats bij het Vierschansentoernooi in Innsbruck en werd voor twee jaar geschorst. Die derde plaats in Innsbruck, maar ook zijn derde plaats die hij kort daarna in Sapporo behaalde, moest hij inleveren. Wel mocht hij de tweede plaats die hij kort voor de dopingcontrole behaalde in Garmisch-Partenkirchen behouden. Dit zou zijn beste prestatie tot op heden blijken.
Door zijn schorsing miste hij onder meer de Spelen van Salt Lake City. Tijdens de Olympische Spelen, 2006 in Turijn leidde hij na de eerste ronde op de kleine schans. Hij sprong slecht in de tweede ronde en eindigde uiteindelijk op de tiende plaats.
In het seizoen 2006/2007 haalde hij een podiumplaats in het Duitse Titisee-Neustadt; derde.
Op 29 december 2008 lukte het hem weer om zijn derde podiumplaats te bereiken; hij werd derde tijdens de eerste wedstrijd van het Vierschansentoernooi 2009.

## Belangrijkste resultaten

### Olympische Winterspelen
| Jaar | Plaats | Resultaten                                                          |
| ---- | ------ | ------------------------------------------------------------------- |
| 2006 | Turijn | 10e normale schans 17e grote schans 8e landenwedstrijd grote schans |
| 2014 | Sotsji | 26e grote schans 9e landenwedstrijd grote schans                    |

### Wereldkampioenschappen skivliegen
| Jaar | Plaats          | Resultaten                                   |
| ---- | --------------- | -------------------------------------------- |
| 2000 | Vikersund       | 24e individuele wedstrijd                    |
| 2004 | Planica         | 32e individuele wedstrijd 7e landenwedstrijd |
| 2006 | Bad Mitterndorf | 16e individuele wedstrijd 7e landenwedstrijd |
| 2008 | Oberstdorf      | 5e landenwedstrijd                           |
| 2012 | Vikersund       | 34e individuele wedstrijd 9e landenwedstrijd |
| 2014 | Harrachov       | 8e individuele wedstrijd                     |
| 2018 | Oberstdorf      | 33e individuele wedstrijd 7e landenwedstrijd |

### Wereldkampioenschappen schansspringen
| Jaar | Plaats        | Resultaten                                                                                            |
| ---- | ------------- | --- |
| 1999 | Ramsau        | 60e normale schans 39e grote schans                                                                   |
| 2003 | Val di Fiemme | 49e' normale schans 32e grote schans                                                                  |
| 2005 | Oberstdorf    | 23e normale schans 22e grote schans 5e landenwedstrijd normale schans 6e landenwedstrijd grote schans |
| 2007 | Sapporo       | 10e normale schans 7e grote schans 6e landenwedstrijd grote schans                                    |
| 2009 | Liberec       | 10e normale schans 7e grote schans 9e landenwedstrijd grote schans                                    |
| 2011 | Oslo          | 39e normale schans 9e landenwedstrijd normale schans 9e landenwedstrijd grote schans                  |
| 2013 | Val di Fiemme | 28e normale schans 36e grote schans 9e landenwedstrijd normale schans 9e landenwedstrijd grote schans |
| 2015 | Falun         | 40e normale schans 21e grote schans 4e landenwedstrijd grote schans                                   |
| 2017 | Lahti         | 30e normale schans 24e grote schans 9e landenwedstrijd grote schans                                   |
| 2019 | Seefeld       | 23e HS109 46e HS130 7e Team HS109 9e Team HS130                                                       |

### Wereldbeker
Eindklasseringen
| Seizoen   | Algm | SV  | 4S  | NT  | RAW |
| --------- | ---- | --- | --- | --- | --- |
| 1999/2000 | 42e  | -   | 37e | -   |     |
| 2000/2001 | 33e  | -   | 28e | -   |     |
| 2002/2003 | 53e  |     | 72e | -   |     |
| 2003/2004 | 59e  |     | 43e | -   |     |
| 2004/2005 | 29e  |     | 12e | 61e |     |
| 2005/2006 | 22e  |     | 14e | 18e |     |
| 2006/2007 | 11e  |     | 10e | 9e  |     |
| 2007/2008 | 18e  |     | 5e  | 47e |     |
| 2008/2009 | 5e   | 6e  | 5e  | 4e  |     |
| 2009/2010 | 28e  | -   | 24e | -   |     |
| 2010/2011 | 75e  | -   | -   |     |     |
| 2011/2012 | 39e  | 46e | 21e |     |     |
| 2012/2013 | 22e  | -   | 7e  |     |     |
| 2013/2014 | 40e  | -   | -   |     |     |
| 2014/2015 | 34e  | 22e | 15e |     |     |
| 2016/2017 | 58e  | 34e | 46e |     | -   |
| 2017/2018 | 69e  | -   | 66e |     | -   |
| 2018/2019 | 49e  | 42e | -   |     | 27e |
| 2019/2020 | 66e  | -   | 55e |     | -   |

### Grand Prix
Eindklasseringen
| Jaar | Plaats |
| ---- | ------ |
| 1999 | 44e    |
| 2000 | 24e    |
| 2005 | 15e    |
| 2006 | 32e    |
| 2007 | 29e    |
| 2008 | 29e    |
| 2009 | 57e    |
| 2013 | 27e    |
| 2015 | 45e    |
| 2017 | 63e    |
| 2018 | 12e    |